# Anomala flavoscutellata
Anomala flavoscutellata är en skalbaggsart som beskrevs av Ohaus 1910. Anomala flavoscutellata ingår i släktet Anomala och familjen Rutelidae. Inga underarter finns listade i Catalogue of Life.